# 元譿
元譿（490年—520年4月17日），字安国，河南郡洛阳县（今河南省洛阳市东）人，魏献文帝拓跋弘之孙，使持节、都督中外诸军事、车骑大将军、特进、司州牧、赵郡灵王第五子，北魏宗室、官员。

## 生平
元譿历任羽林监、直阁将军，于神龟三年三月十四日（520年4月17日）在洛阳去世，虚岁三十一，皇帝赠送五百匹帛办丧事，追赠假节、镇远将军、恒州刺史，谥号宣，同年十一月十四日（520年12月9日）元譿葬于洛阳西山，瀍涧以东。

## 家庭

### 祖父
- 拓跋弘，北魏显祖献文皇帝[1]

### 父亲
- ，北魏使持节、车骑大将军、督中外诸军事、特进、司州牧、赵郡王[1]

### 兄弟姐妹
- 元谌，北魏骠骑大将军、大司马、赵郡孝懿王
- 元谧，北魏安南将军、都官尚书、赵郡贞景王
- 元谭，北魏安西将军、秦州刺史、城安贞惠侯
- 元谳，北魏左将军、太中大夫、平乡孝惠男